# Matane
Pour les articles homonymes, voir Matane (homonymie).
Matane est une ville canadienne au Québec, chef-lieu de la MRC de La Matanie, dans la région du Bas-Saint-Laurent. La ville, située sur le littoral nord de la péninsule gaspésienne, est comprise dans la région touristique de la Gaspésie. La rivière Matane y a son embouchure dans l'estuaire maritime du Saint-Laurent. Elle est la troisième plus grande ville en population du Bas-Saint-Laurent derrière Rimouski et Rivière-du-Loup.

## Toponymie

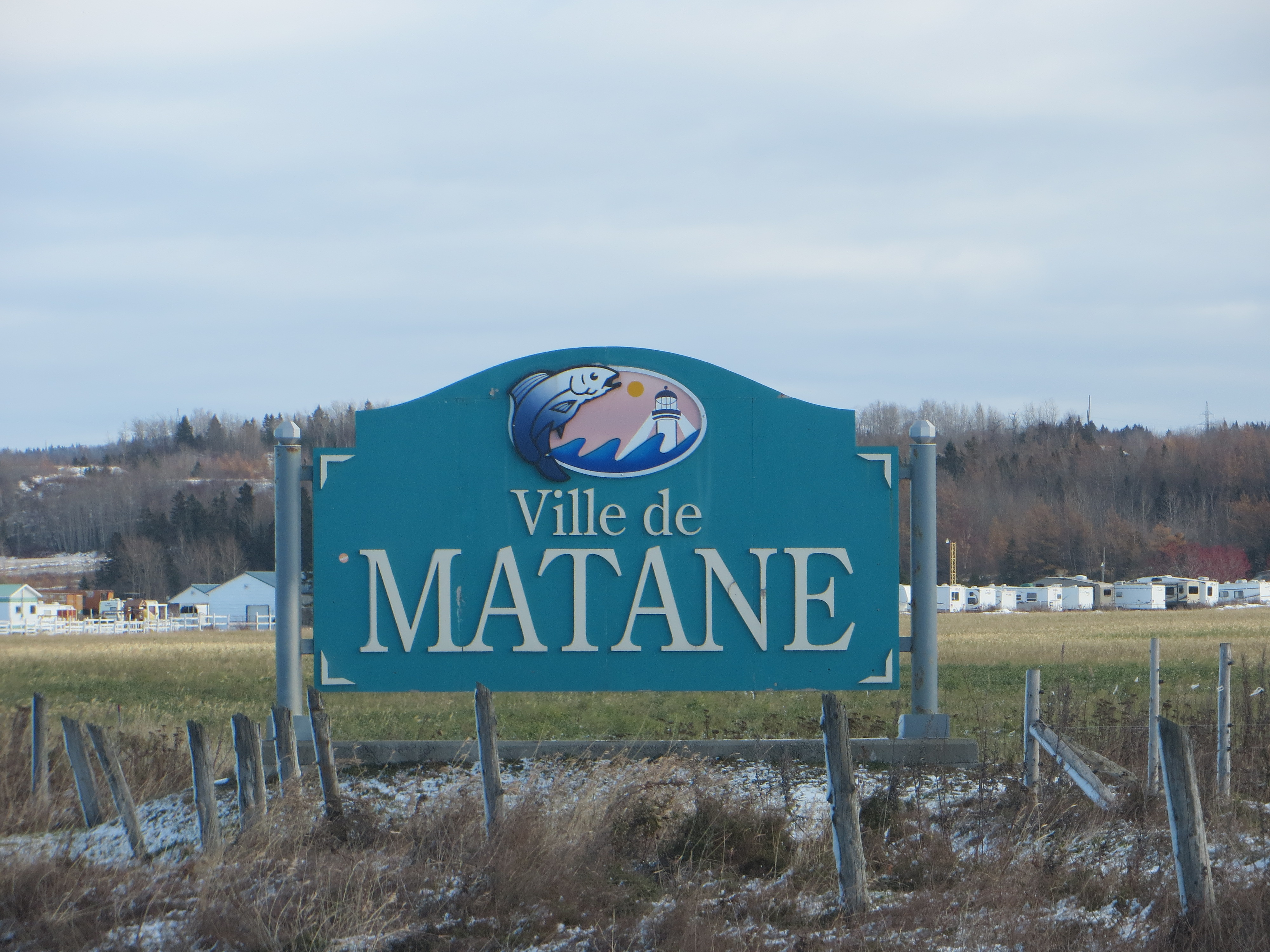
Panneau de bienvenue à l'entrée de Matane.

L'origine du nom « Matane », utilisé pour la première fois par Samuel de Champlain en 1603 sous la forme « Mantanne » pour nommer la rivière Matane, fait l'objet d'une dispute entre les historiens. Quatre origines différentes sont avancées:
- la plus populaire veut qu'il viendrait du micmac mtctan signifiant « vivier de castors », la région en étant riche;
- le terme malécite pour « colonne vertébrale », la trajectoire de la rivière à travers les collines gaspésiennes permettant le rapprochement de sens;
- le terme algonquin matandipives signifiant « épave » ou « débris de navire » et ferait référence aux courants situés en face de son embouchure dans l'estuaire du Saint-Laurent qui aurait rendu la navigation difficile;
- le terme mattawa ou matawin signifiant « rencontre des eaux »[4]
- le terme kaparipatawangak signifiant « là où la rivière s'ouvre » est également reconnu, selon le livre « Relations des Jésuites » de Augustin Côté (1858).

## Histoire

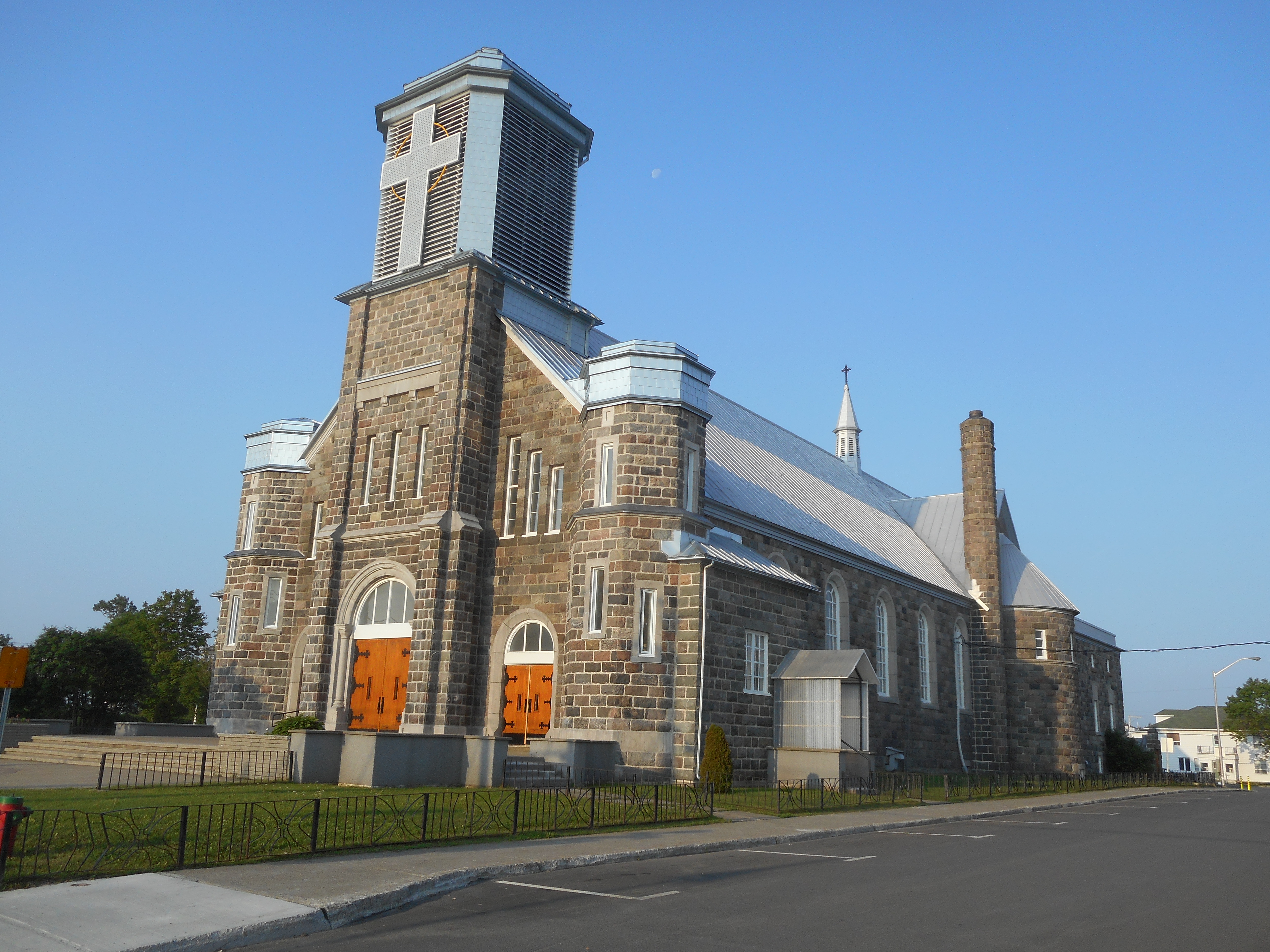
Église Saint-Jérôme de Matane en juillet 2015

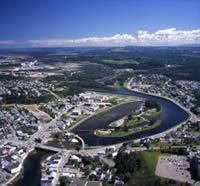
Vue aérienne de Matane en 2009.

La nouvelle ville de Matane, créée le 26 septembre 2001 lors du processus de réorganisation municipale québécois, est issue du regroupement des municipalités de Petit-Matane et de Saint-Luc-de-Matane, de la municipalité de la paroisse de Saint-Jérôme-de-Matane et de la ville de Matane.

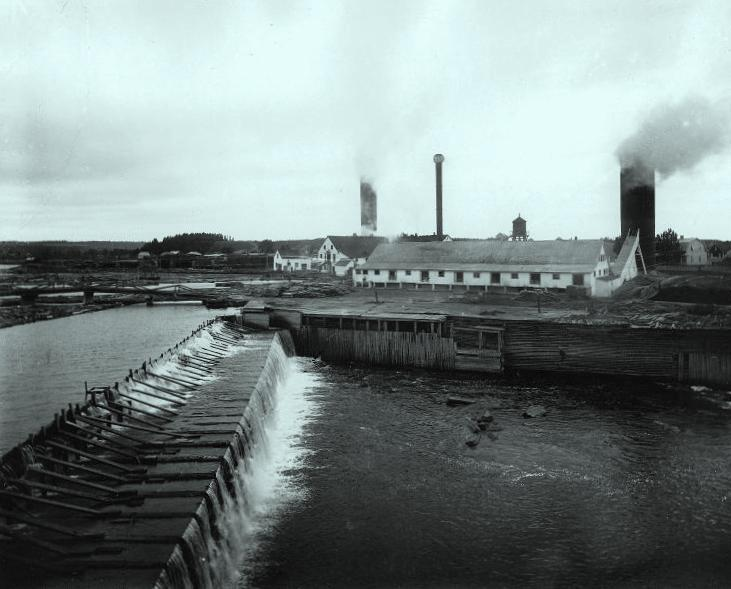
Scierie, Price Company, Matane, vers 1914.
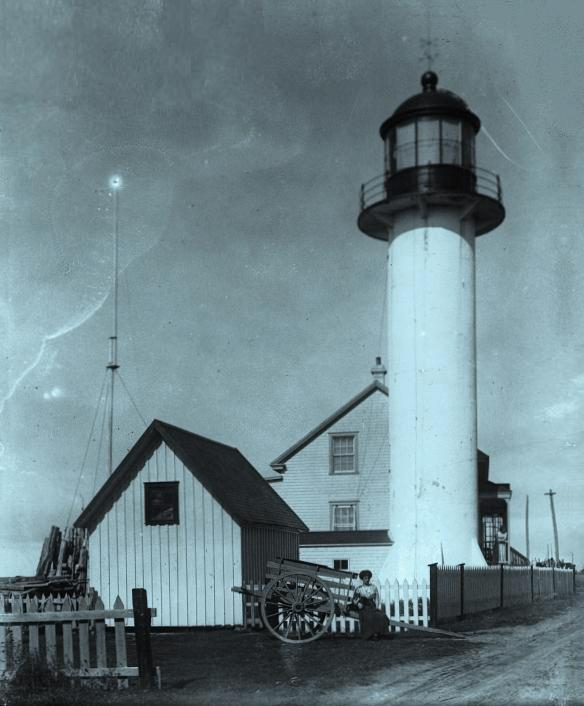
Phare de Matane, 1915.
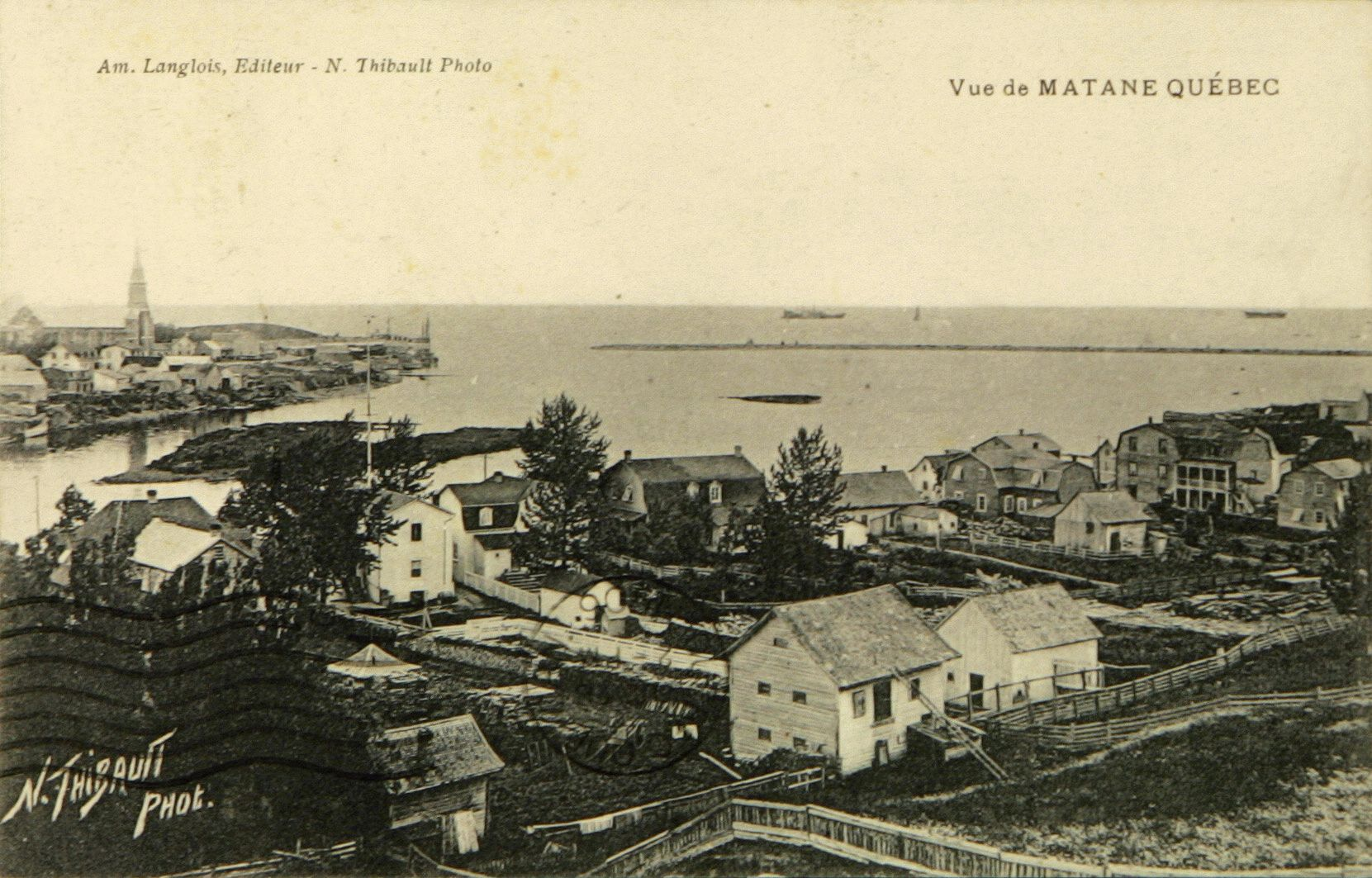
Carte postale de Matane.

Au début du XVIIe siècle, Matane était un poste de traite. Les Rochelais échangeaient des biens européens aux Micmacs pour des fourrures.

### Héraldique
| Le succès dans l'effort |
| ----------------------- |

| L'écu de Matane se blasonne ainsi : D'argent, à un castor reposant sur une bûche, le tout au naturel, surmonté d'un lambel à trois pendants de gueules et accompagné de trois fers de lance de sable rangés en pointe. |

Les armoiries de Matane, adoptées par la ville en 1957, ont été élaborées par Charles-É. Vézina, fondateur et archiviste de la Société d'histoire de Matane[réf. nécessaire].

## Géographie

### Secteurs
Bien que Matane forme une seule entité municipale, elle est constituée de plusieurs secteurs, qui sont à leur tour, séparés en hameaux et quartiers.
- Matane, y compris les hameaux et quartiers de :
  -     - Matane-sur-Mer

  - Petit-Matane
- Saint-Jérôme-de-Matane, y compris les hameaux de :
  -     - Grand-Détour
    - Matane-Est
    - Poncheville
- Saint-Luc-de-Matane, y compris les hameaux de :
  -     - La Coulée
    - Le Cinquième
    - Pelletier

### Hydrographie
La rivière Matane traverse l'ouest de la municipalité vers le nord pour se déverser dans l'estuaire maritime du Saint-Laurent.
À partir de son crénon à Saint-Luc-de-Matane, la rivière Petite Matane(d) coule vers le nord-est jusqu'à son embouchure sur l'estuaire à Petit-Matane.

## Démographie
| 1961   | 1966   | 1971   | 1976   | 1981   | 1986   | 1991   |
| ------ | ------ | ------ | ------ | ------ | ------ | ------ |
| 14 395 | 14 228 | 14 556 | 15 632 | 16 900 | 16 623 | 16 146 |

| 1996   | 2001   | 2006   | 2011   | 2016   | 2021   | - |
| ------ | ------ | ------ | ------ | ------ | ------ | - |
| 15 788 | 14 948 | 14 742 | 14 462 | 14 311 | 13 987 | - |

## Administration
Les élections municipales se font en bloc et suivant un découpage de six districts.
| Matane Maires depuis 2001                                                                                            |               |         |          |
| Élection | Maire         | Qualité | Résultat |
| 2001 | Linda Cormier |         | Voir     |
| 2005 | Linda Cormier | Voir    |          |
| 2009 | Claude Canuel |         | Voir     |
| 2013 | Jérôme Landry |         | Voir     |
| 2017 | Jérôme Landry | Voir    |          |
| 2021 | Eddy Métivier |         | Voir     |
| Élection partielle en italique Depuis 2005, les élections sont simultanées dans toutes les municipalités québécoises |               |         |          |

### Membres du conseil municipal
| Titre / District | Nom            |
| ---------------- | -------------- |
| Maire            | Eddy Métivier  |
| District 1       | Lucie Lapointe |
| District 2       | Marc Charest   |
| District 3       | Nelson Gagnon  |
| District 4       | Mario Hamilton |
| District 5       | Nelson Simard  |
| District 6       | André Coulombe |

## Économie

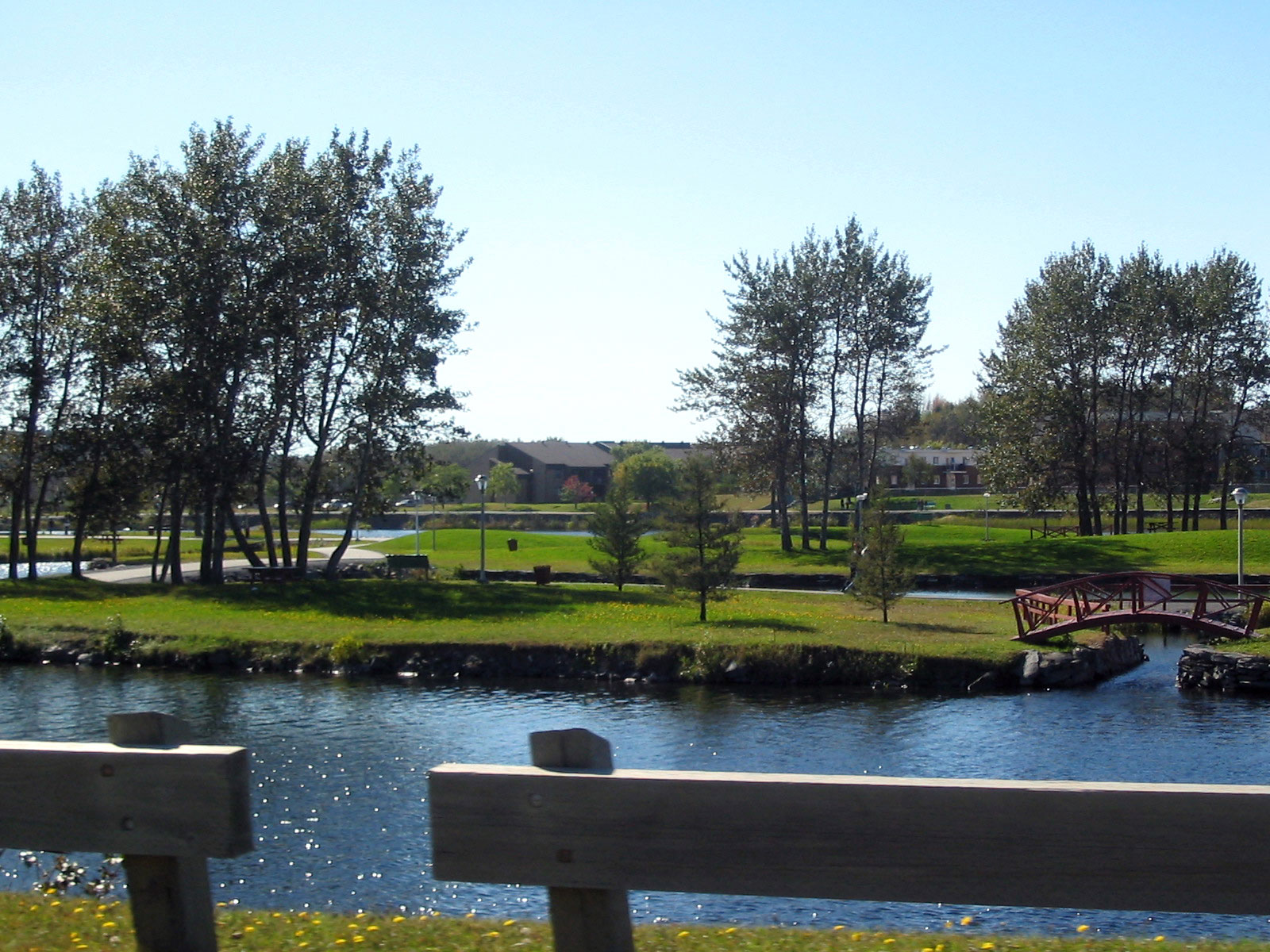
Le parc des Îles au centre-ville de Matane.

Malgré sa petite taille, la ville de Matane possède une économie diversifiée.
La ville de Matane était connue pour ses crevettes, qui y étaient transformées — la crevette de Matane ou crevette nordique du Canada —, et qui étaient réputées à travers le monde pour leur grande qualité. Cependant en 2024, l'usine est incendié un peu plus de 10  jours après l'annonce de sa fermeture.Les récents progrès dans le domaine de l'énergie éolienne ont aussi contribué à faire connaître la région. Matane possède le plus important parc éolien au Québec en plus d'avoir deux usines de fabrication de tours Marmen et Enercon.
La ville compte également une usine dans le domaine des pâtes et papiers Sappi (pâtes thermochimiques séparées). On y retrouve aussi une usine de transformation des produits du porc : Les Cuisines gaspésiennes, qui exporte aux États-Unis et en Chine. Matane compte aussi un chantier naval et l'importante fabrique de tuyaux de béton, Béton Provincial, une scierie.
La compagnie Dollarama a ouvert son premier magasin à Matane en avril 1992. L'ancienne chaîne Larry Rossy transforme sa bannière en Dollarama, avec le succès de ce magasin, la direction de l'entreprise mère a changé toutes les bannières Larry Rossy en Dollarama.
Parmi les attraits touristiques, on note la réserve faunique de Matane, à une quarantaine de kilomètres au sud-est de la ville.
De plus, le parc des Îles est un endroit où les visiteurs peuvent se promener, observer le saumon à la passe migratoire et assister aux exploits de quelques pêcheurs.
La Société des traversiers du Québec y gère un service de traversier de passagers et de véhicules routiers, assuré par le F.-A.-Gauthier et, en renfort, le Saaremaa I, qui relie Matane à la Côte-Nord, via Baie-Comeau et Godbout. Un traversier ferroviaire, le Georges-Alexandre Lebel propriété de Cogema, relie Matane à Baie-Comeau et transporte essentiellement des produits miniers et forestiers.

## Éducation
Le cégep de Matane est reconnu pour ses programmes d'études en photographie, en animation 3D et en tourisme. L'établissement s'est aussi fait remarquer jadis par ses partenariats avec Ubisoft ainsi que par ses programmes uniques de formation continue, Groupe Collégia. Depuis peu, le cégep accueille de nombreux étudiants internationaux, provenant entre autres de La Réunion, de France et du Maroc. Plus de 40 % de la cohorte du cégep de Matane provient de l'extérieur du Québec. Il est aussi partenaire avec le cégep de Rimouski dans l'exploitation d'un centre de formation collégial à Amqui.

## Sports
La ville de Matane compte plusieurs plateaux, équipements et centres sportifs publics, parmi lesquels
- Le centre de ski alpin du Mont-Castor;
- Le centre de ski de fond du Club de ski de fond de Matane;
- Le club de golf de Matane;
- L'aréna du Colisée Béton Provincial;
- La piscine municipale;
- Le stade de baseball Fournier;.

Le Cégep de Matane offre également plusieurs plateaux et équipements sportifs qui permettent la pratique de l'entraînement en salle, du badminton, de l'escalade, du soccer et du tennis.
On y trouve également une marina opérée par le Club de Yacht de Matane.

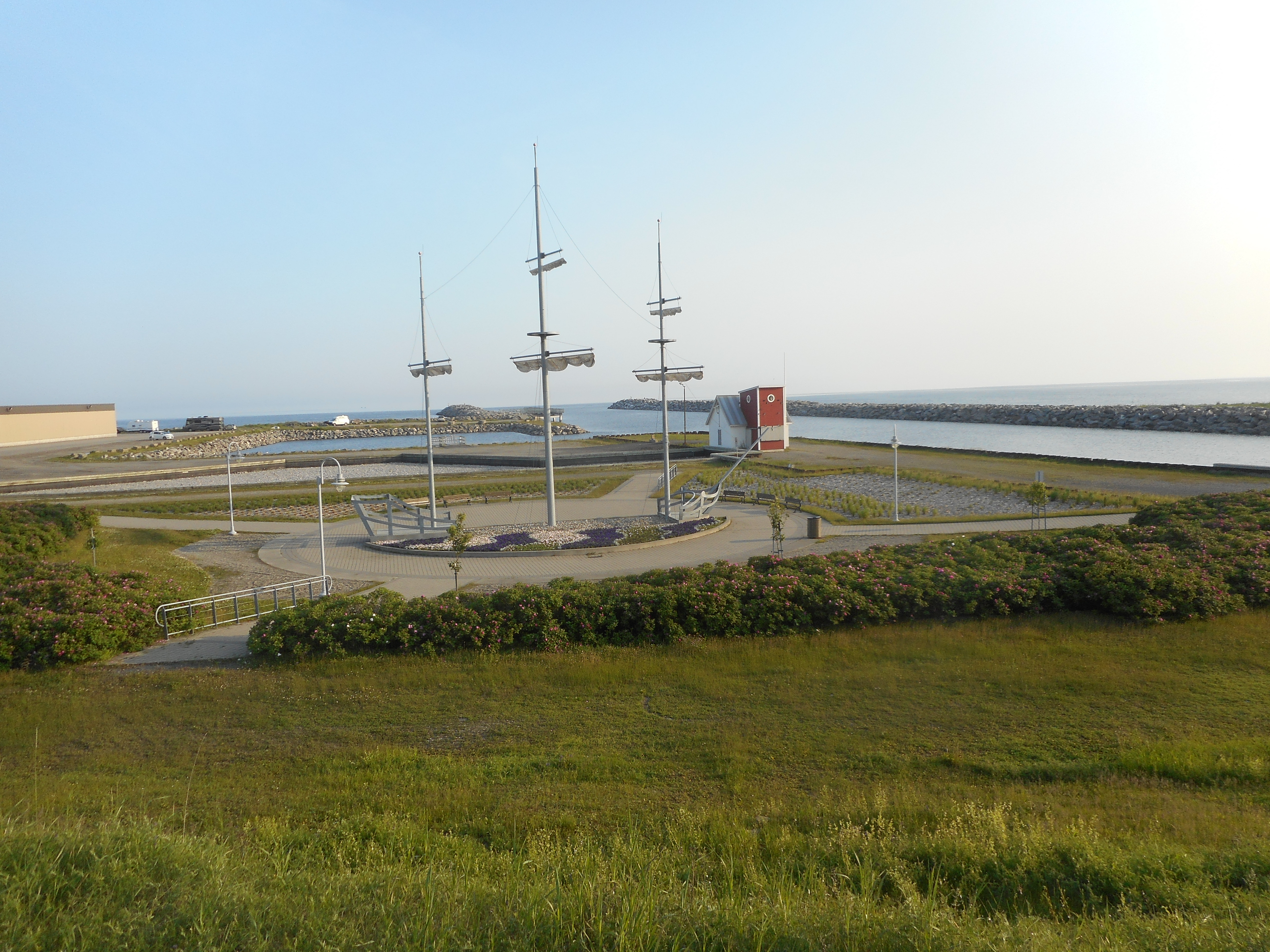
La place des Rochelais.
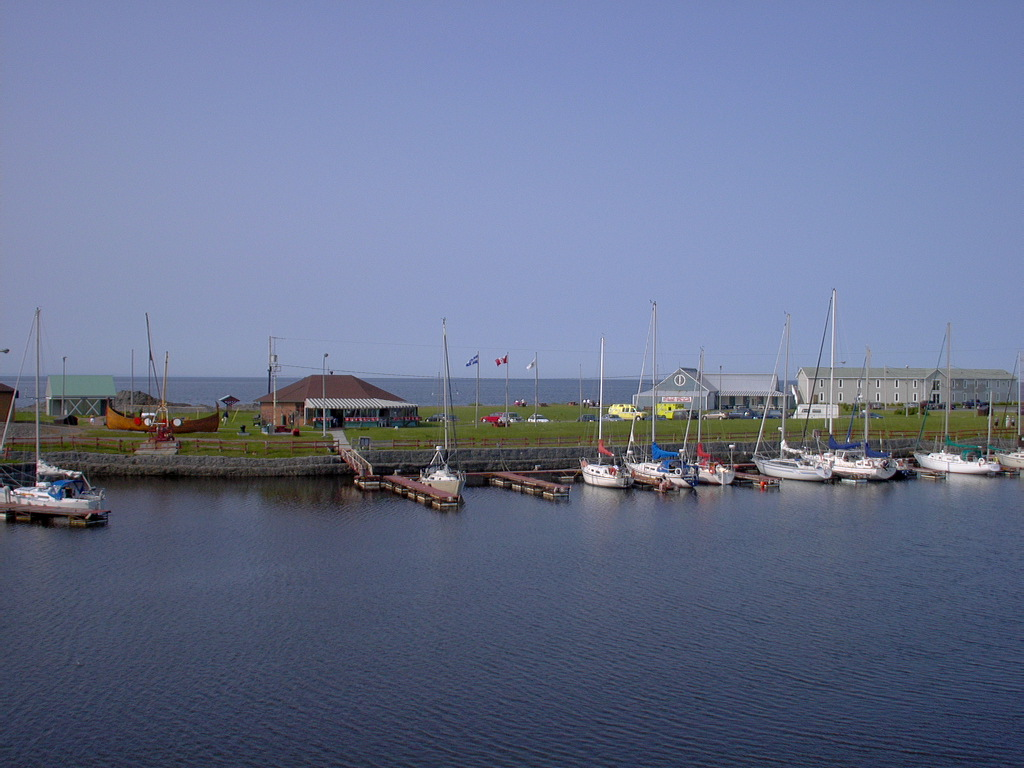
La marina de Matane.
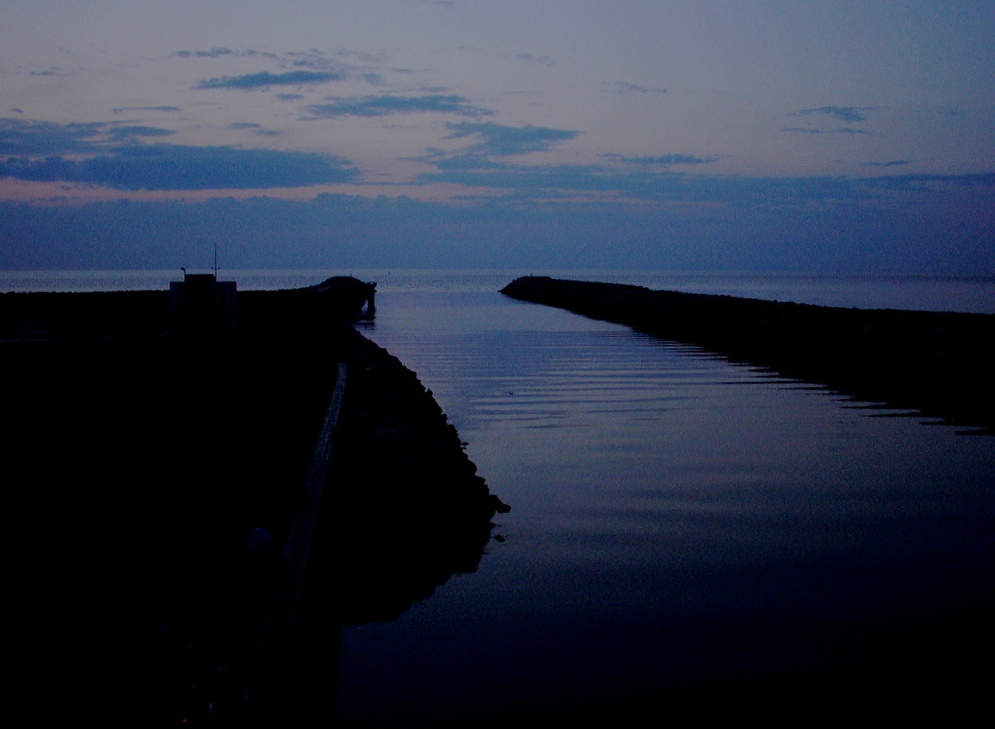
Le goulet du barachois.
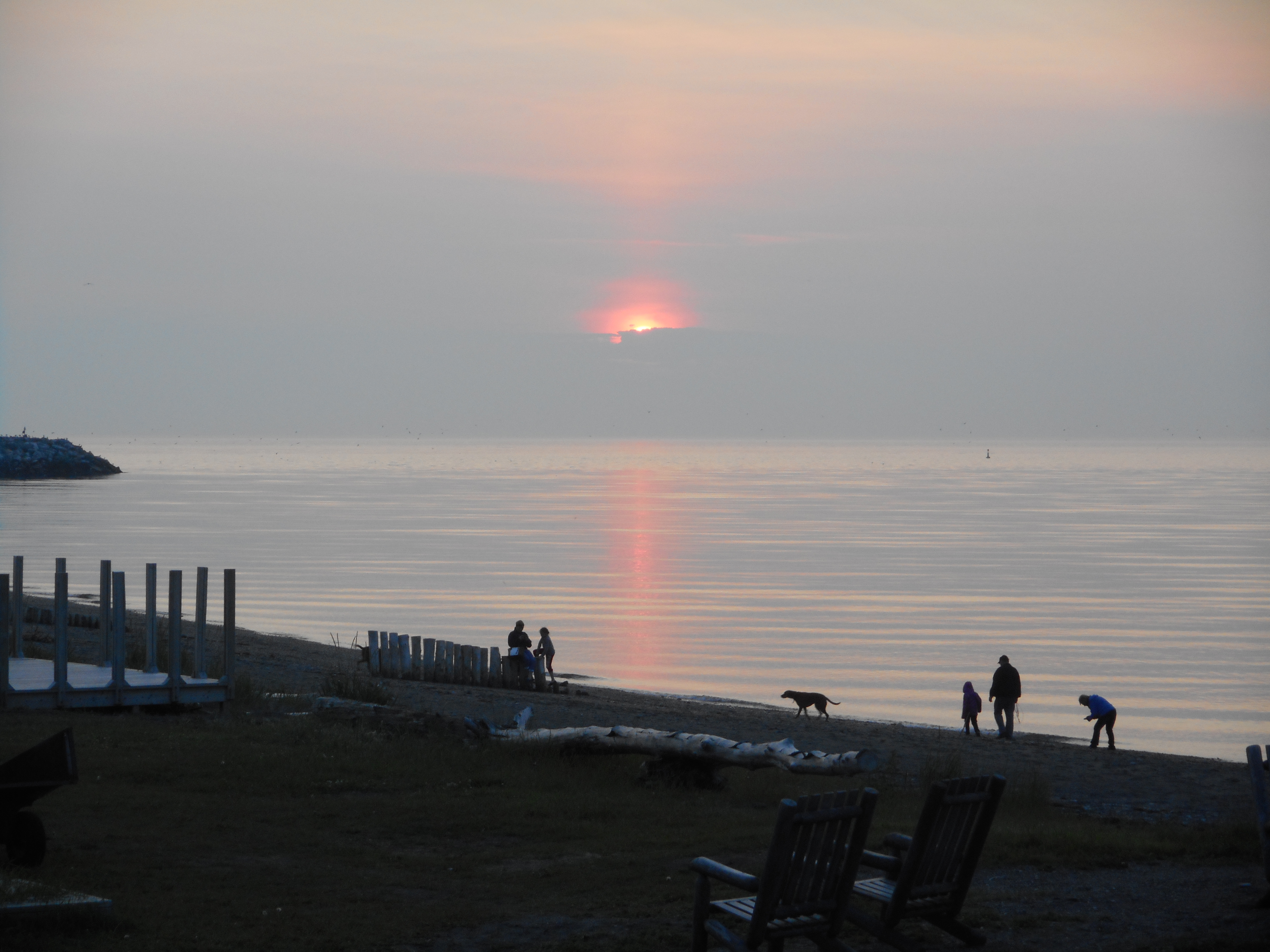
Une plage de Matane au coucher du soleil.

Finalement, Matane compte une équipe de football scolaire compétitif, les Gladiateurs de Matane, dont les joueurs proviennent de la Polyvalente de Matane.
Matane obtient une visibilité provinciale accrue lorsqu'elle accueille les Jeux du Québec durant l'hiver 1989.

## Culture
Matane a déjà compté 5 églises : l'église Saint-Jérôme, l'église du Bon-Pasteur, l'église Saint-Victor, l'église du Très-Saint-Rédempteur et l'église Saint-Luc[réf. souhaitée]. Seules les deux dernières servent encore au culte.

## Personnalités

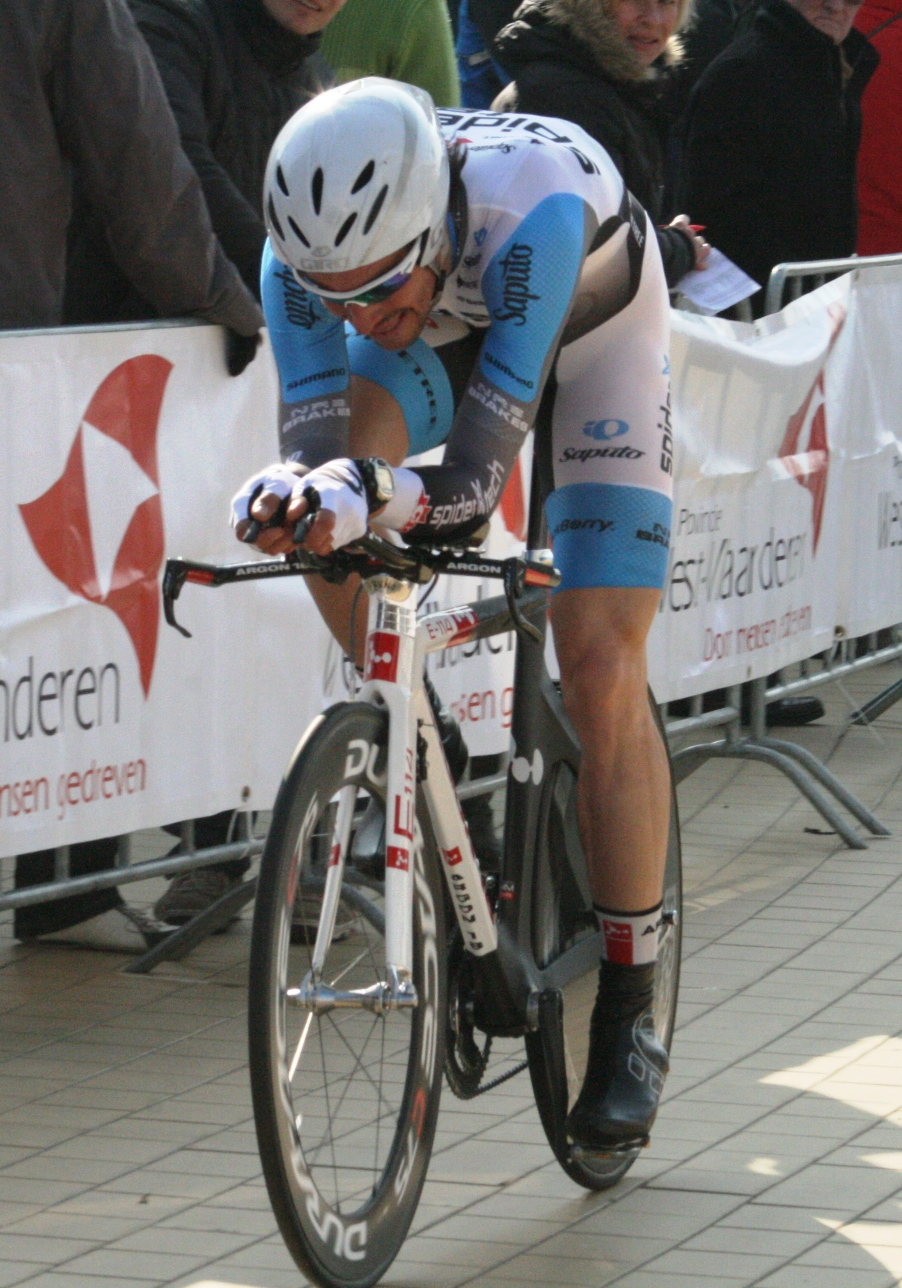
Bruno Langlois.

- Line Arsenault (scénariste et dessinatrice de bande dessinée)
- Walter Bélanger (homme d'affaires)
- France Margaret Bélanger (avocate et femme d'affaires)
- Jacques Bernier (homme politique)
- Pascal Bérubé (homme politique)
- Jean-Sébastien Bérubé (joueur de hockey sur glace)
- Nancy Charest (femme politique)
- Alain Côté (joueur de hockey sur glace)
- Jean-Sébastien Côté (joueur de hockey sur glace)
- Georges-Léonidas Dionne (homme politique)
- Paul-Henri DuBerger (de) (peintre)
- Jean-Charles Forbes (militaire)
- Johanne Fournier (réalisatrice, scénariste et écrivaine)
- Jean-Pierre Gauthier (sculpteur)
- Sébastien Harrisson (auteur de théâtre)
- Bruno Langlois (coureur cycliste)
- Sonia LeBel (femme politique)
- Jacques Lemieux (en) (joueur de hockey sur glace)
- Joseph Auguste Omer Levesque (As pilote de la RCAF, vétéran de la seconde guerre mondiale et de Corée)
- Josélito Michaud (impresario et animateur)
- Louise Otis (magistrat)
- Yves Racine (joueur de hockey sur glace)
- Joseph Rouleau (artiste lyrique)
- Marie-Camille Roy Nobert (écrivaine)
- Thérèse Sagna, écologiste
- Ève Salvail (mannequin)
- Richard Z. Sirois (animateur et humoriste)
- Yves Sirois (physicien)
- Rodrigue Tremblay (économiste, homme politique et professeur québécois)
- Nadia Gagné (artiste multidisciplinaire)